# Mirga Gražinytė-Tyla
Mirga Gražinytė-Tyla, de son vrai nom Mirga Gražinytė, née le 29 août 1986, est une cheffe d'orchestre lituanienne. Elle est directrice musicale de l'Orchestre symphonique de Birmingham depuis septembre 2016.

## Biographie

### Enfance et formation
Mirga Gražinytė-Tyla naît sous le nom Mirga Gražinytė à Vilnius dans une famille de musiciens. Son père, Romualdas Gražinis, est chef de chœur et sa mère, Sigutė Gražinienė est pianiste et chanteuse, son frère pianiste et sa grand-mère, Beata Vasiliauskaitė-Šmidtienė, violoniste. Son grand-oncle était organiste et sa grand-tante était compositrice. L'aîné de ses trois frères et sœurs, sa sœur Onutė Gražinytė, est pianiste, et elle a un jeune frère, Adomas Gražinis.
Enfant, Mirga Gražinytė-Tyla reçoit sa formation initiale en français et en peinture, et étudie à l'école nationale des beaux-arts Mikalojus Konstantinas Čiurlionis de Vilnius. À l'âge de onze ans, elle décide qu'elle veut étudier la musique, et l'une des options du programme musical est la direction chorale. Elle reçoit sa formation musicale sans jamais jouer d'un instrument. Elle dirige une chorale dès ses treize ans, puis poursuit ses études musicale à l'Université de musique et des arts de la scène, à Graz en Autriche, où l'un de ses professeur est Johannes Prinz, et où elle obtient son diplôme en 2007. Elle étudie ensuite la direction d'orchestre à l'École supérieure de musique et de théâtre Felix Mendelssohn Bartholdy de Leipzig avec Ulrich Windfuhr, et au Conservatoire de Zurich, notamment avec Johannes Schlaefli.
Mirga Gražinytė-Tyla décide de construire son nom d'artiste en ajoutant à son nom d'état civil le mot Tyla qui signifie Silence en lituanien.
Mirga Gražinytė-Tyla annonce le 28 février 2018 qu'elle et son partenaire, un percussionniste de l'orchestre symphonique d'Heidelberg, attendent un bébé à naître en août. Dès l'âge de six mois, son bébé assiste fréquemment aux répétitions des concerts, et Mirga Gražinytė-Tyla considère qu'il « faudrait toujours avoir des bébés pendant les répétitions : cela aide le futur et notre humanité », en faisant que « les bébés et les jeunes gens s'accoutument à considérer qu'écouter de la musique classique est une chose normale ».

### Carrière

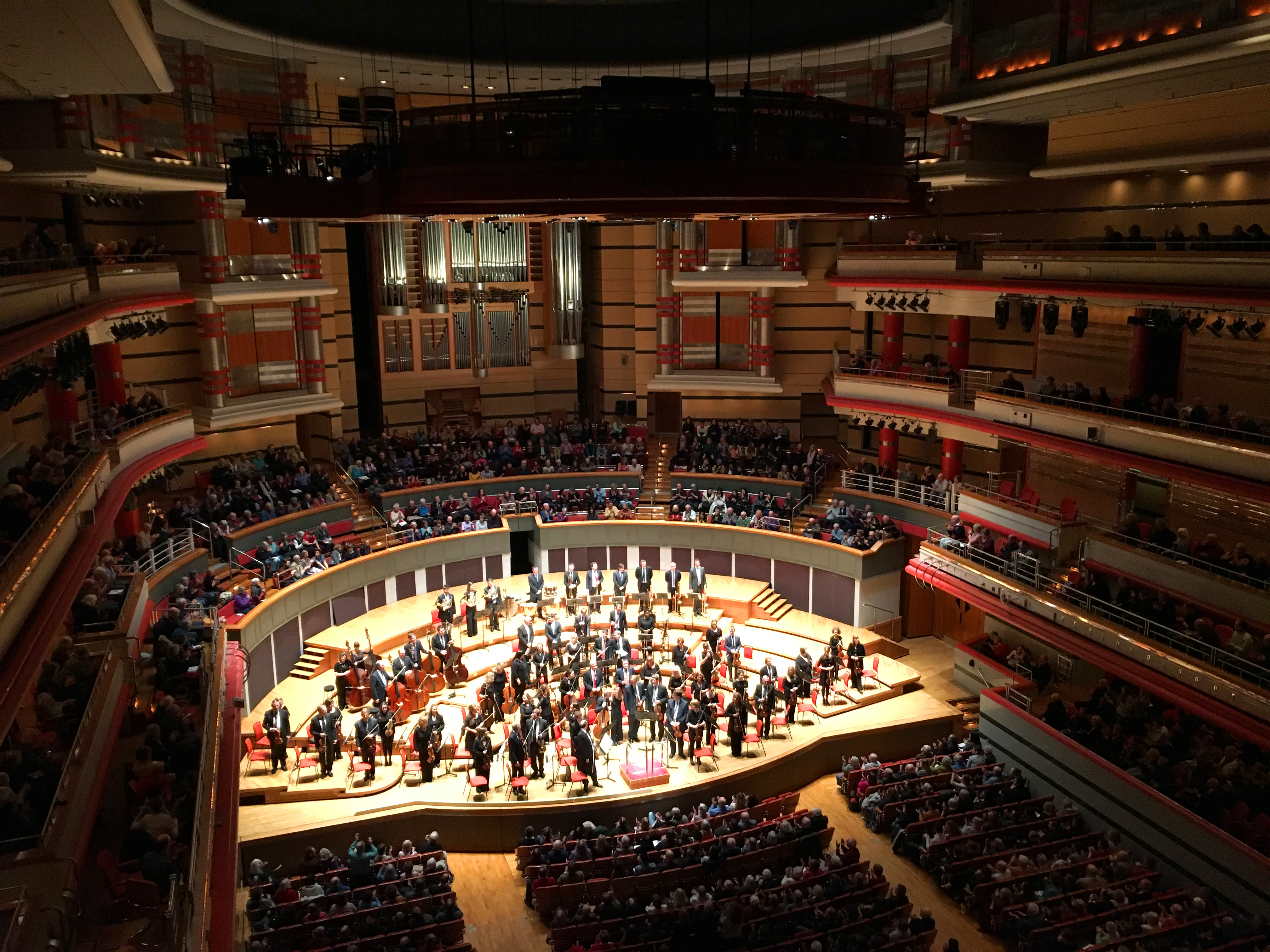
Mirga Gražinytė-Tyla et l'orchestre pendant les applaudissements, après une exécution à la salle de Birmingham, en janvier 2017.

Mirga Gražinytė-Tyla est nommée deuxième maître de chapelle (2. Kapellmeisterin) au Théâtre d'Heidelberg pour la saison 2011–2012. Elle et son compagnon résident à Heidelberg. En 2012, elle remporte le prix Nestlé du concours des jeunes chefs d'orchestre du festival de Salzbourg. Lors de la saison 2013–2014, elle devint première maître de chapelle à l'opéra de Berne. Elle est nommée en tant que directrice musicale du théâtre du Land de Salzbourg pour la saison 2015–2016, avec un premier contrat pour deux saisons, et conclut sa collaboration avec le théâtre de Salzbourg après la saison 2016–2017.
Aux États-Unis, Mirga Gražinytė-Tyla est invitée par Gustavo Dudamel à diriger l'Orchestre philharmonique de Los Angeles pendant la saison 2012–2013. En juillet 2014, elle est nommée assistante du chef d'orchestre, avec un contrat de deux ans. En août 2015, l'orchestre la nomme en tant que nouveau chef d'orchestre adjoint à compter de la fin de la saison 2015–2016, sous contrat jusqu'en 2017.
En juillet 2015, Mirga Gražinytė-Tyla est la première cheffe invitée par le City of Birmingham Symphony Orchestra (CBSO) et par la suite est engagée pour un concert supplémentaire avec le CBSO en janvier 2016. En février 2016, le CBSO la désigne comme son prochain directeur musical, à partir de septembre 2016, avec un contrat initial de trois ans,. Elle donne son premier concert en tant que directrice de la musique du CBSO le 26 août 2016 à Birmingham et fait sa première apparition aux soirées des Proms le jour suivant. Mirga Gražinytė-Tyla est la première femme cheffe d'orchestre à être nommée directrice musicale de l'orchestre de Birmingham.
En février 2019, elle signe avec le prestigieux label Deutsche Grammophon un contrat d'exclusivité de longue durée, ce qui fait d'elle la première cheffe d'orchestre à avoir ce genre de contrat avec ce label.
En 2020, elle remporte le Gramophone Award.

## Documentaire
- Die Dirigentin Mirga Gražinytė-Tyla (« La cheffe d'orchestre Mirga Grazinytė-Tyla »), documentaire allemand de Daniela Schmidt-Langels (production ZDF/EuroArts, 2017, 53 min). Diffusé sur Arte en mars 2018[25].

## Discographie
- Weinberg, Symphonies de chambre nos 1 à 4 ; Quintette avec piano [arr. orchestre de chambre et percussion par Andrei Pushkarev et Gidon Kremer] (9-10 et 13 juin 2015, ECM) (OCLC 981257636)
- Weinberg, Symphonies nos 2° et 21* « Kaddish » - Kremerata Baltica° ; Gidon Kremer, violon ; Maria Barns, soprano ; Oliver Janes, clarinette ; Georgijs Osokins, piano ; Iurii Gavryliuk, contrebasse ; Orchestre symphonique de Birmingham* (novembre/décembre 2018, DG) (OCLC 1113875460)